# Nacionalismo bosnio

La primera bandera de la República de Bosnia y Herzegovina, se uso entre 1992 y 1998. Es un símbolo común de la Bosnianidad y representa el símbolo nacional de los bosníacos, basado en el escudo de armas histórico del rey bosnio Tvrtko I.

Actual bandera de Bosnia y Herzegovina

El Nacionalismo Bosnio, conocido como bosnianismo, bosnianidad o bosnianicidad (en bosnio, bosanstvo) o también bosniaconicidad, bosniaquismo y bosniaconidad (en bosnio, bošnjaštvo), se refiere al nacionalismo o al patriotismo de los bosnios o bosniacos a su cultura. Este concepto ha existido en una variedad de formas, incluida una que buscó la promoción de una identidad nacional propia para los nacidos en Bosnia y Herzegovina, en la que se incluía a los bosníacos, croatas y serbios.

## Historia

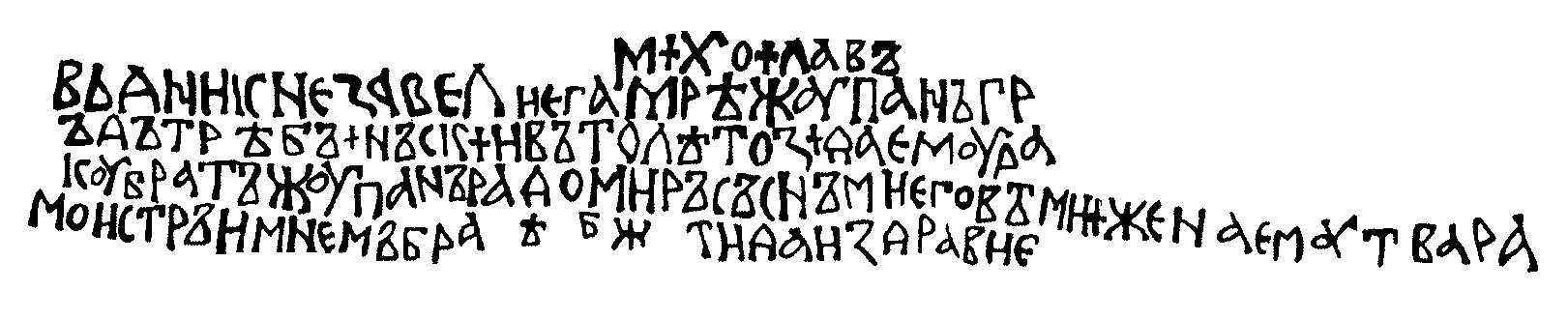
Escritura en cirílico de Bosnia en el Stećak de Grdeša, las inscripciones en dicho dialecto del serbocroata más antiguas halladas.

El concepto de una "identidad Bosnia" es de reciente acuñación, y es mucho más reciente que el concepto de identidad croata y serbio. En este, se incluyen todas las religiones presentes en Bosnia-Herzegovina, remite sus orígenes hasta el Reino de Bosnia medieval y el mandato del imperio turco. 

### Inicios
Estuvo fuertemente favorecido por el mandato austrohúngaro en Bosnia bajo la figura de Benjamin Kallay; quien promocionó la figura de un estado nación multi-confesional para Bosnia, agrupando a los musulmanes, católicos y ortodoxos con la finalidad de fortalecer la integridad territorial y crear una conciencia de estado para Bosnia-Herzegovina, la cual sería como una amenaza para el irredentismo serbio y croata vecinos. Sin embargo, posteriores esfuerzos en el siglo 19 y el siglo 20 hechos para expandir el nacionalismo y la identidad Bosnia entre los musulmanes, católicos y ortodoxos fallaron por  diversas causas, entre las que se encuentra el deseo nacionalista de los bosnios musulmanes.
En un artículo del periódico "El Bosníaco" (Bošnjak), el alcalde y musulmán bosníaco de Sarajevo, Mehmed-beg Kapetanović, declaró que de hecho los bosnios musulmanes ni eran croatas ni eran serbios y que eran una etnia distinta, pero que eran pueblos emparentados:

Considerando que los croatas sostienen que el credo ortodoxo es nuestro mayor enemigo y que la serbianidad es equivalente a la misma ortodoxia, los serbios se desgastan en llamar nuestra atención sobre una breve historia falsa, pues lo que realmente han pretendido es serbianizar a todo el mundo. Nunca negaremos que pertenecemos a la familia de los eslavos del sur; pero nosotros permaneceremos siendo bosnios, como nuestros antepasados, y nada más. 
Mehmed-beg Kapetanović, 1891

### Reino de Yugoslavia
Después de la fundación de Yugoslavia en 1918, los unionistas yugoslavos reclamaban que la única forma de sostener una entidad unitaria y en la vía de Yugoslavia era que los serbios, eslovenos y los croatas, fueran reconocidos como las "únicas tribus" de los pueblos yugoslavos, siendo excluidos del reconocimiento los bosnios y a los bosníacos, lo que provocaría la frustración de los mismos. En respuesta a la falta de reconocimiento, la Organización Musulmana de Yugoslavia (JMO) sería fundada en 1919 contando con el apoyo de las mayorías de Bosníacos y otros musulmanes eslavos en la región entera, incluyendo a la intelligentsia musulmana y a su élite social, que vio una forma de defender la identidad bosnia y la bosníaca —incluidos los factores religioso, social, y de derechos económicos en Bosnia-Herzegovina— una forma de promover su unidad. El JMO tomó parte en el gobierno brevemente en 1928, y posteriormente entre 1935 a 1938, periodo en el cual participaría en el gobierno que tenía como objetivo la manutención de la integridad territorial de Bosnia y Herzegovina, en oposición a los planes de crear una nación autónoma para los croatas que se mantenían en el territorio de Bosnia y Herzegovina. Los esfuerzos del JMO por preservarse y evitar la partición de Bosnia y Herzegovina fallaron tras la creación del Banato de Croacia en 1939.

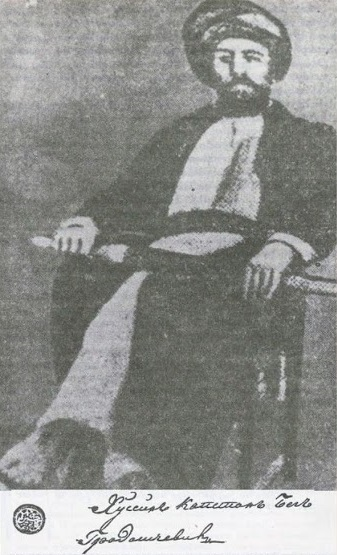
Husein Kapetan Gradaščević, también conocido como el "Zmaj od Bosne" (Dragón de Bosnia) y quien es uno de los más importantes héroes nacionales de los Bosnios y Bosníacos.

### Segunda Guerra Mundial
El nacionalismo bosnio recibió un duro revés durante la II guerra cuando Yugoslavia fue invadida por las potencias del eje, tras lo que Bosnia and Herzegovina fue anexada al estado títere de Croacia (NDH) y tras lo que los bosnios fueron clasificados como "croatas musulmanes". A fines de 1941, muchos de los bosnios de la élite criticaron abiertamente al régimen del NDH por sus políticas hacia las minorías, y demandaron una mayor autonomía para Bosnia y Herzegovina.

### En la Yugoslavia socialista
Tras la toma del poder por parte de los partisanos de Tito y la fundación de la Yugoslavia comunista en 1945, Bosnia y Herzegovina fue restaurada en una nueva entidad y fue reconocida como una de las seis repúblicas constituyentes de la federación estatal de Yugoslavia. Para resolver el problema serbo-croata sobre Bosnia y Herzegovina, el gobierno yugoslavo en 1971 reconoció a los bosnios musulmanes como una nacionalidad, bajo el calificativo de musulmán por nacionalidad.
El nacionalismo bosnio se empotró y se empoderó más en la década de los 80, especialmente tras la publicación de la declaración pro-islamista Islamska deklaracija, hecha por Alija Izetbegović, que hizo un llamamiento para que surgiera una renovación del islamismo entre los bosníacos, e Izetbegović sería arrestado por ello por parte de las autoridades estatales yugoslavas en 1983 bajo cargos de promocionar un estado puramente musulmán en Bosnia, por lo que fuera recluido por cinco años en prisión.

### Guerras yugoslavas e independencia
En 1990, Izetbegović y otros fundaron el Partido de Acción Democrática, tras lo que se haría el principal partido político bosníaco en el parlamento de Bosnia. Con la erupción de la Guerra Croata-Bosnia y de la posterior Guerra de Bosnia (entre 1992 y 1996), el sentimiento nacionalista bosnio, y por defecto el bosníaco; se reforzaron, y la identidad musulmana bosnia se vio así mismo enaltecida.
En 1993, el término etnónimo de "bosníaco" sería oficialmente revivido como la forma de un gentilicio nacional o una designación para reemplazar la de "Musulmán por nacionalidad" usada anteriormente por las autoridades yugoslavas. En general, el nacionalismo bosnio y el bosníaco han estado, tanto en el pasado como en el presente, basados en el objetivo de preservar la integridad territorial de Bosnia y Herzegovina, y no de sólo preservar la integridad y los derechos civiles y políticos de la minoría de credo musulmán de los eslavos del sur, conocidos ahora como Bosníacos.